# مایکل دیوید جکسون
مایکل دیوید جکسون (انگلیسی: Mike Jackson؛ ۲۱ مارس ۱۹۴۴ – ۱۵ اکتبر ۲۰۲۴) فرد نظامی اهل بریتانیا بود. وی برندهٔ جوایزی همچون نشان حمام و نشان امپراتوری بریتانیا شده‌بود.
افسر ارتش بریتانیا و یکی از برجسته‌ترین ژنرال‌های آن از زمان جنگ جهانی دوم بود. او که در ابتدا در سال ۱۹۶۳ به سپاه اطلاعات مأمور شد، در سال ۱۹۷۰ به هنگ چتربازی منتقل شد و دو دوره از سه دوره خدمت خود را در ایرلند شمالی در آنجا گذراند. در اولین دوره خدمتش، به عنوان آجودان در وقایع قتل عام بالی مورفی (۱۹۷۱) حضور داشت، جایی که یازده غیرنظامی غیرمسلح توسط نیروهای بریتانیایی به ضرب گلوله کشته شدند، و سپس در یکشنبه خونین در سال ۱۹۷۲، زمانی که سربازان بریتانیایی به معترضان غیرمسلح آتش گشودند و چهارده نفر را کشتند. در دومین دوره خدمتش، او فرمانده گروهان پس از کمین وارن‌پوینت (۱۹۷۹) بود، زمانی که ارتش جمهوری‌خواه ایرلند ۱۸ سرباز را با دو بمب کنار جاده‌ای کشت، که سنگین‌ترین تلفات ارتش بریتانیا در طول دوران آشوب‌ها بود.  او در سال ۱۹۸۲ به یک پست ستادی در وزارت دفاع منصوب شد و سپس در سال ۱۹۸۴ فرماندهی گردان اول، هنگ چترباز، را بر عهده گرفت. جکسون در اوایل دهه ۱۹۹۰ برای سومین بار به عنوان فرمانده تیپ به ایرلند شمالی اعزام شد.
در سال‌های ۱۹۹۵-۱۹۹۶، جکسون اولین ماموریت خود را در بالکان انجام داد، جایی که فرماندهی یک لشکر چند ملیتی از نیروی اجرایی را بر عهده داشت. پس از یک شغل ستادی در بریتانیا، در سال ۱۹۹۷ به عنوان فرمانده سپاه واکنش سریع متفقین ناتو منصوب شد. او در طول جنگ کوزوو به بالکان بازگشت، که در طی آن از اطاعت از دستور ژنرال آمریکایی وسلی کلارک، مافوق مستقیم خود در زنجیره فرماندهی ناتو، مبنی بر مسدود کردن باند فرودگاه پریشتینا و منزوی کردن نیروهای روسی مستقر در آنجا، سر باز زد. طبق گزارش‌ها، او به کلارک گفته است: "من قرار نیست جنگ جهانی سوم را برای شما آغاز کنم". این حادثه، به ویژه در ایالات متحده، جنجال برانگیز شد و باعث شد جکسون در مطبوعات زرد بریتانیا لقب "ماچو جکو" را به دست آورد. جکسون با ژنرال روسی که فرماندهی یگان در پریشتینا را بر عهده داشت، رابطه کاری برقرار کرد و به او یک بطری ویسکی داد که جکسون به آن علاقه داشت و محافظت از یک جوخه از سربازان بریتانیایی را که توسط پسرش، مارک، فرماندهی می‌شد، در اختیار روس‌ها قرار داد.
پس از بازگشت به بریتانیا، جکسون به ژنرال کامل ارتقا یافت و به عنوان فرمانده کل قوا، فرماندهی زمینی، دومین مقام ارشد در ارتش بریتانیا، منصوب شد. پس از سه سال فرماندهی کل قوا، جکسون در سال ۲۰۰۳ به عنوان رئیس ستاد کل، رئیس حرفه‌ای ارتش بریتانیا، منصوب شد. او یک ماه قبل از شروع جنگ عراق، در بحبوحه اختلافات بر سر قانونی بودن تهاجم و ادعاهایی مبنی بر کمبود تجهیزات ارتش، این سمت را بر عهده گرفت. با این حال، او این ادعاها را که ارتش در "نقطه شکست" قرار دارد، رد کرد.  بحث‌برانگیزترین نکته در دوران تصدی او به عنوان فرمانده کل قوا، بازسازی سیستم هنگ‌ها و ادغام بسیاری از هنگ‌ها در هنگ‌های بزرگتر بود که منجر به از بین رفتن نام‌های تاریخی هنگ‌ها شد. در سال ۲۰۰۶، ژنرال سر ریچارد دانات جانشین او به عنوان فرمانده کل قوا شد و پس از تقریباً ۴۵ سال خدمت از ارتش بازنشسته شد.